# Брајешти (Сучава)
Брајешти (рум. Brăiești) насеље је у Румунији у округу Сучава у општини Корну Лунчи. Oпштина се налази на надморској висини од 417 m.

## Становништво
Према подацима из 2002. године у насељу је живело 1309 становника, од којих су сви румунске националности.